# 松本璃奈
松本 璃奈（まつもと りな、2000年11月8日 - ）は、長野県茅野市出身の自転車競技（マウンテンバイククロスカントリー、ダウンヒル、シクロクロス）選手である。2018年、2019年全日本選手権自転車競技大会シクロクロス、2019年アジアマウンテンバイク選手権クロスカントリーU23、2021年全日本マウンテンバイク選手権ダウンヒルの自転車三競技の主要大会における優勝者である。

## 主な成績

### マウンテンバイク・クロスカントリー
2015年
- クップ ドュ ジャポン MTBクロスカントリー・女子ユース 3位

2016年
- 全日本マウンテンバイク選手権大会クロスカントリー・女子ユース 2位
- クップ ドュ ジャポン MTBクロスカントリー・女子ユース 4位

2017年
- 全日本マウンテンバイク選手権大会クロスカントリー・女子ジュニア 3位
- クップ ドュ ジャポン MTBクロスカントリー・女子ジュニア 2位

2018年
- アジアマウンテンバイク選手権大会クロスカントリー・女子ジュニア 4位
- 全日本マウンテンバイク選手権大会クロスカントリー・女子ジュニア 2位
- クップ ドュ ジャポン MTBクロスカントリー・女子ジュニア 1位

2019年
- マウンテンバイク世界選手権クロスカントリー・女子U23 36位
- アジアマウンテンバイク選手権大会クロスカントリー・女子U23 優勝
- 全日本マウンテンバイク選手権大会クロスカントリー・女子U23 優勝[1]

### マウンテンバイク・ダウンヒル
2021年
- 全日本マウンテンバイク選手権大会クロスカントリー・女子エリート 優勝[2]

### シクロクロス
2017-2018年
- 全日本シクロクロス選手権大会 エリート　10位

2018-2019年
- 全日本シクロクロス選手権大会 エリート　優勝[3]

2019-2020年
- 全日本シクロクロス選手権大会 エリート　優勝[4]